# My Dream Is Yours
My Dream Is Yours (br.: Meus sonhos te pertencem / pt.: Meus sonhos pertencem-te) é um filme de comédia musical estadunidense de 1949, dirigido por Michael Curtiz. O filme teve incluída uma curta animação com os Looney Tunes com interação entre os atores reais e os personagens animados, realizada por Friz Freleng.

## Elenco
- Jack Carson...Doug Blake
- Doris Day...Martha Gibson
- Lee Bowman...Gary Mitchell (dublado nas canções por Hal Derwin)
- Adolphe Menjou...Thomas Hutchins
- Eve Arden...Vivian Martin
- S. Z. Sakall...Felix Hofer
- Selena Royle...Freda Hofer
- Edgar Kennedy...Tio Charlie
- Sheldon Leonard...Grimes
- Franklin Pangborn...gerente
- Ada Leonard...Ela mesmo
- Frankie Carle...Ele mesmo
- Iris Adrian...Peggy (não creditada)
- Mel Blanc...Pernalonga & Piu Piu (voz)

## Sinopse
O agente artístico de Los Angeles, Doug Blake, é despedido pelo seu cliente, o cantor Gary Mitchell, pois este não deseja assinar um contrato longo com o idoso patrocinador do programa "A hora do encantamento" Felix Hofer. Blake vai para Nova Iorque e conhece a aspirante a cantora Martha Gibson e volta à cidade com ela decidido a convencer Hofer a patrociná-la. Mas o ancião não gosta dos ritmos modernos que Martha canta, deixando Doug em má situação financeira. Ele pede ajuda a amiga Vivian enquanto apresenta Martha a vários patrocinadores, sem sucesso. Até que percebe que ela é capaz também de cantar música romântica e tenta conseguir uma nova audição com Hofer.

## Canção
A maior parte das canções do filme foram escritas por Ralph Blane e musicadas por Harry Warren:
- "My Dream Is Yours"[2]
- "Someone Like You"[2]
- "Love Finds a Way"[2]
- "Tick, Tick, Tick"[2]
- "Freddie, Get Ready" com versos de Ralph Blane[2]
- "I'll String Along with You"[2] com versos de Al Dubin[3]
- "You Must Have Been a Beautiful Baby"[2]
- "With Plenty of Money and You" com versos de Johnny Mercer[2]
- "Nagasaki" com versos de Mort Dixon[2]
- "Canadian Capers" com versos de Blane e Warren, e música de Henry Cohen, Gus Chandler e Bert White[2]

"Someone like You" não deve ser confundida com a de mesmo nome  de Adele, gravada por Ella Fitzgerald em 1949 e também Peggy Lee.

## Produção
O filme é um remake de Twenty Million Sweethearts (1934), em que o aspirante a cantor é um homem Swing Hostess de 1944 também tem uma trama similar em que a cantora iniciante Judy Alvin escolhe gravações para uma fábrica de jukebox, e a companheira de quarto dela Marge (Irish Adrian) tenta ajudá-la a iniciar uma carreira.
Eve Arden tem o papel fundamental da coadjuvante Vivian "Vi" Martin, companheira de Doug Blake no programa de rádio "A hora do encantamento" (The Hour of Enchantment). Ela é definida como uma profissional altamente competente. É quem primeiro concorda em financiar os negócios de Doug em troca de metade dos lucros. E também acolhe Martha e o filho dela, Freddie, quando eles se mudam para a cidade. Em determinado momento, Vivian vende seu próprio casaco de visom e o carro para financiar a carreira de Martha.
O filme traz um triângulo amoroso entre Doug Blake, Martha Gibson e Gary Mitchell. Vivian Martin tem seu próprio romance com Thomas Hutchins, embora limitado a alguns olhares sugestivos. Esse é o terceiro e último filme que Arden contracenou com Adolphe Menjou.
De acordo com a colunista de fofocas Sheilah Graham, Day desapareceu três dias das filmagens em maio de 1948, acometida por uma febre.
Foi o último filme em que apareceu o ator cômico Edgar Kennedy, que viria a falecer em 9 de novembro de 1948.
O filme é talvez melhor lembrado hoje pela sequência de sonho combinando animação com atores em carne e osso (live action): o Coelho Pernalonga dança com Jack Carson e Doris Day a música Rapsódia húngara n.º 2. Piu Piu, que era o personagem animado favorito do diretor Friz Freleng,também aparece na sequência. O tema era a Páscoa e os atores dançarinos usam fantasias de coelhos.

## Recepção
A Revista Time deu uma resenha pouco favorável ao filme, achando que era uma mera reunião de elementos de filmes antigos. Em tradução livre, como as demais: "Isto tudo foi feito antes—frequentemente muito melhor". Contudo, encontrou alguns aspectos positivos. Um deles eram as interpretações das músicas por Doris Day, outro eram os diálogos cáusticos de Eve Arden John L. Scot, em resenha do Los Angeles Times, achou a trama básica banal. Mas também elogiou o charme de Doris Day e a capacidade dela em vender uma música, assim como também achou favorecida a interpretação cômica de Eve Arden Richard L. Coe, em resenha no The Washington Post, classificou o filme de uma "realização extremamente maçante". Ele achou a personagem de Arden mais humana que a de Doris Day.
Tom Santopietro, em retrospectiva, creditou a Arden a melhor atuação do filme, elogiando seu timing para comédia.